# Zagoeti
De zagoeti (Plagiodontia ipnaeum)  is een uitgestorven zoogdier uit de familie van de hutia's (Capromyidae). De wetenschappelijke naam van de soort werd voor het eerst geldig gepubliceerd door Johnson in 1948.

## Voorkomen
De soort kwam voor in Haïti en de Dominicaanse Republiek.